# 法格什塔市镇

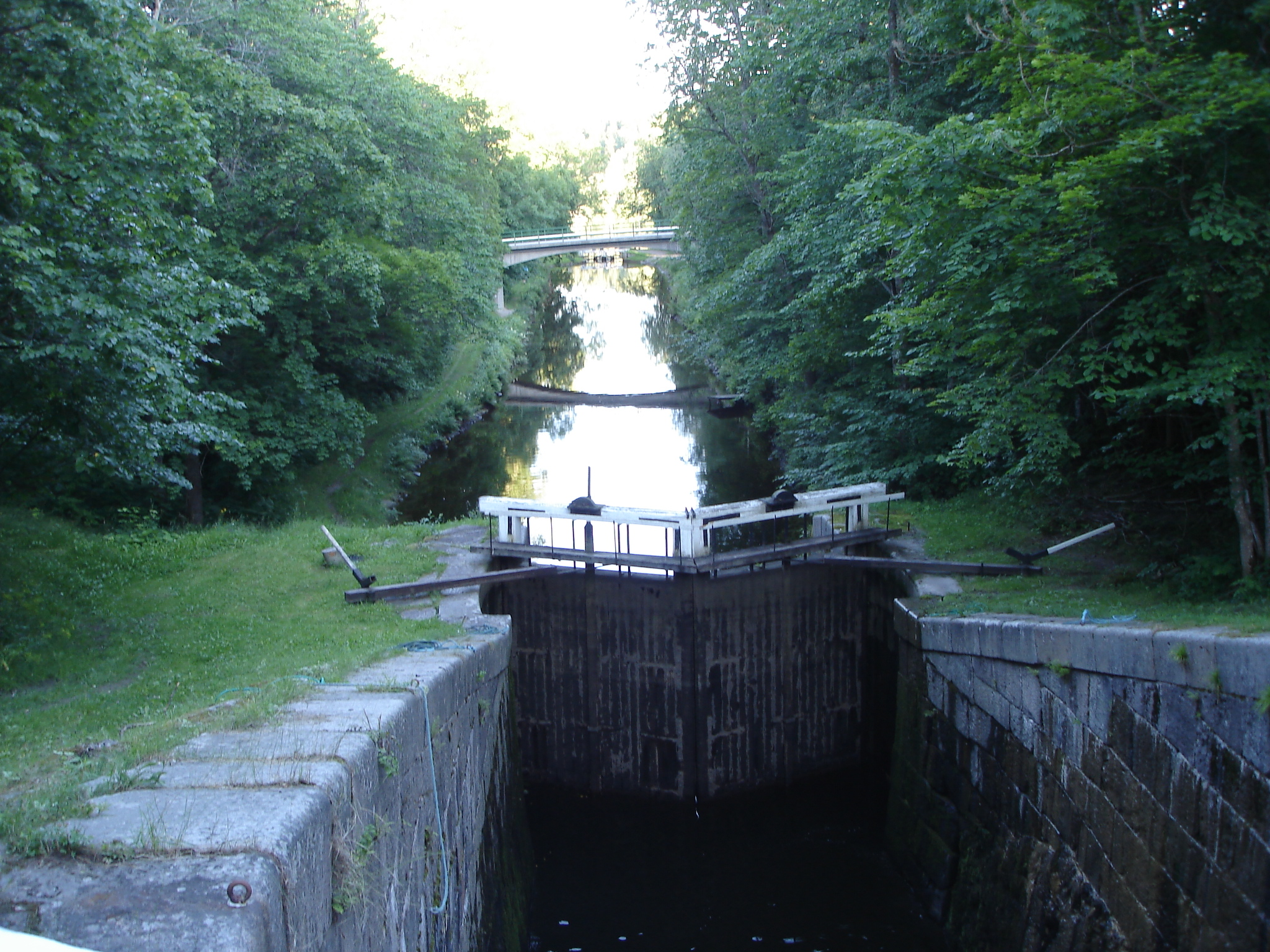
运河

法格什塔市镇（瑞典語：Fagersta kommun）是瑞典中部西曼兰省的一个市镇。其治所位于法格什塔。